# Talofofo River
Talofofo River är ett vattendrag i Guam (USA).   Det ligger i kommunen Talofofo, i den sydöstra delen av Guam, 15 km söder om huvudstaden Hagåtña. 
Två viktiga biflöden är Maagas River som avvattnar Fena Lake och Ugum River med Talofofo Falls. Talofofo River mynnar ut i Talofofo Bay.